# Tenebroides nemozonioeformis
Tenebroides nemozonioeformis is een keversoort uit de familie schorsknaagkevers (Trogossitidae). De wetenschappelijke naam van de soort werd in 1905 gepubliceerd door Albert Léveillé.